# Wildstylez
Wildstylez, artistnamn för Joram Metekohy, född 7 januari 1983 i Veenendaal, är en nederländsk DJ och musikproducent inom hardstyle. Han började spela musik 2004 tillsammans med Ruben Hooyer i gruppen Seizure. 2007 tog han artistnamnet Wildstylez och började ge ut musik på skivbolaget Scantraxx. Han har spelat på bland annat Qlimax och gjort ledmotivet för Scantraxx World Artist Tour 2009, Spin That Shit (tillsammans med Frontliner), och för Defqon.1 2010, No Time to Waste. 2013 spelade han bland annat på Dreamhack Winter och på Tomorrowland.
2017 stod han för anthemlåten för Qlimax 2017 - Temple of Light
Han har samarbetat med Alpha Twins under namnet Outsiders (2007), och med Headhunterz (2008) under namnet Project One. I november 2010 lämnade han sitt skivbolag Scantraxx och startade tillsammans med Noisecontrollers Digital Age.